# 赤ちゃん本部長
『赤ちゃん本部長』（あかちゃんほんぶちょう）は、竹内佐千子による漫画作品。『モーニング』（講談社）のウェブサイト『ベビモフ』（旧『BABY!』）にて2017年5月から2019年7月まで連載されていた。
安田顕主演により、テレビアニメ化され、NHK総合テレビで第1期は2021年3月29日、第2期は2022年1月9日 - 1月30日、第3期は2022年3月28日に放送。

## あらすじ
ある日、突然、体だけ赤ちゃんになってしまった47歳の武田本部長と、その部下たちのやり取りを描くコメディ漫画。

## 登場人物
武田清政（きよまさ）本部長（赤ちゃん本部長）
47歳の本部長。突然、生後8か月の赤ちゃんの姿になるが、中身はそのまま。社内では部下たちに世話されている。
西浦
28歳の平社員。夫と娘の三人暮らし。赤ちゃんになった本部長の補佐を務める。
坂井部長
40歳の部長。妻と二人暮らしで子供はいない。
天野課長
35歳の課長。名前は沙哉（さや）。独身。実はユーチューバー。
ミイコ
28歳。本部長の娘で、現在はいっしょに暮らしている。
橘部長
55歳。ジェンダーに関しての考えが古いが、戸惑いながらも学んでいる。息子の関係を修復中。
岡田
西浦のパートナー。
ハルミ
3歳。西浦と岡田の娘。
高田
営業二課社員。武田にひそかに憧れている。
慎一
橘部長の息子。
清水部長
営業二課部長。武田とは、元上司だったが昇進レースに敗れ、今は部下になっている。

## 書誌情報
- 竹内佐千子『赤ちゃん本部長』講談社〈ワイドKC〉、全3巻
  1. 2018年3月23日発売[2]、ISBN 978-4-06-511109-3
  2. 2018年11月22日発売[7]、ISBN 978-4-06-513774-1
  3. 2020年2月21日発売[4]、ISBN 978-4-06-518527-8

## テレビアニメ
第1期は、NHK総合で2021年3月29日 0:40 - 1:20（28日深夜）に各1話・5分で8話連続で放送された。
第2期は、NHK総合で2022年1月9日から1月30日まで、毎週日曜日に11:15 - 11:20と23:50 - 23:55（昼と夜は別の話）に各1話・5分で計8話放送された。
第3期は、NHK総合で2022年3月28日 1:07 - 1:57（27日深夜）に各1話・5分で10話連続で放送された

### キャスト
ここではテレビアニメの声優を掲載する。登場人物の詳細については#登場人物を参照のこと。
- 武田本部長 - 安田顕（TEAM NACS）[9]
- 西浦 - 斉藤壮馬[9]
- 坂井部長、佐藤部長、コダン工業社員 - 坂口哲夫[9][10]
- 柏木部長、西浦夫、コダン工業社員、川名工器社員A（第3期 3話）、ミイコ彼氏(回想)（第3期 9話） - 五味洸一[11]
- 天野課長 - 森久保祥太郎[9]
- ミイコ - 沢城みゆき[9]
- 橘部長 - 大塚芳忠[9]
- ハルミ、ナスカー社員、2課社員A、モヤイー社員B（第3期 4話） - 富田美憂[12][10]
- 小島社長、コダン工業社長、川名工器社員B（第3期 3話）、親戚A（第3期 7話） - 麻生智久[10]
- 坂井妻、モヤイー社員、2課社員B、電車の女性B（第2期 1話）、佐藤（第2期 2話 / 第3期 5話） - 中友子[10]
- 渡辺、モヤイー社員、川名工器社員C（第3期 3話）、親戚C（第3期 7話） - 菅沼久義[10][13]
- 高田、ナレーター - 牧野由依[14]
- 慎一（第1期 6話）、利見（第1期 8話 / 第2期 2話・6話 / 第3期 6話）、川名工器社員D（第3期 3話） - 太田将熙[15]
- 先輩社員、電車の女性A（第2期 1話）、なじみの銀座のママ（第2期 5話）、水田（第3期 2話）、佐野（第3期 6話）、天野母（第3期 7話） - 川庄美雪
- 清水部長（第2期 2話）- 塩屋浩三[16]
- 岡崎（第2期 6話）、一ノ瀬（第3期 5話）、元部下（第3期 6話）、親戚B（第3期 7話） - 新井良平
- 看護師（第3期 1話）、保育士（第3期 2話）、モヤイー社員C（第3期 4話） - 佐藤日向
- 中川（第3期 3話）、モヤイー社員A（第3期 4話） - 井上麻里奈[17]
- 赤ちゃん（第3期 2話）、岸谷（第3期 5話） - 桑島法子[18]
- 本部長母（第3期 8話） - 上村典子[19]

### スタッフ
- 原作 - 竹内佐千子
- 監督 - 安部真理恵
- 演出 - 高嶋友也
- キャラクターデザイン - 島己
- 音楽 - 前山田健一
- エンディングテーマ - 「また明日 逢いましょう」（作詞作曲 - 前山田健一 / 歌 - ヒャダイン）
- アニメーション制作 - Tomovies
- プロデューサー - 望月一扶
- 制作統括 - 宮坂佳代子（NHK）、柏木敦子（NHKエンタープライズ）、根岸弓（テレコムスタッフ）
- 制作 - NHKエンタープライズ
- 制作・著作 - NHK、テレコムスタッフ

### 主題歌
「また明日 逢いましょう」
ヒャダインによるテーマソング。作詞・作曲は前山田健一。

### 各話リスト
第1期
| 話数 | サブタイトル               | 放送日時                  |
| ---- | -------------------------- | ------------------------- |
| 1    | 赤ちゃん本部長誕生！       | 2021年3月29日 0:40 - 0:45 |
| 2    | 赤ちゃん本部長の第一歩！   | 2021年3月29日 0:45 - 0:50 |
| 3    | 赤ちゃん本部長と秘密！     | 2021年3月29日 0:50 - 0:55 |
| 4    | 赤ちゃん本部長と遭遇！     | 2021年3月29日 0:55 - 1:00 |
| 5    | 赤ちゃん本部長とごめんね！ | 2021年3月29日 1:00 - 1:05 |
| 6    | 赤ちゃん本部長に相談！     | 2021年3月29日 1:05 - 1:10 |
| 7    | 赤ちゃん本部長と橘部長！   | 2021年3月29日 1:10 - 1:15 |
| 8    | 赤ちゃん本部長の夏！       | 2021年3月29日 1:15 - 1:20 |

第2期
| 話数 | サブタイトル                   | 放送日時                     |
| ---- | ------------------------------ | ---------------------------- |
| 1    | 赤ちゃん本部長のおでかけ！     | 2022年1月09日 11:15 - 11:20  |
| 2    | 赤ちゃん本部長とおでん！       | 2022年1月09日 23:50 - 23:55  |
| 3    | 赤ちゃん本部長のピンチ！       | 2022年1月30日 23:55 - 翌0:00 |
| 4    | 赤ちゃん本部長とヘルプ！       | 2022年1月16日 23:50 - 23:55  |
| 5    | 赤ちゃん本部長とママ！         | 2022年1月23日 11:15 - 11:20  |
| 6    | 赤ちゃん本部長と七転び八起き！ | 2022年1月23日 23:50 - 23:55  |
| 7    | 赤ちゃん本部長と別れ！         | 2022年2月27日 23:55 - 翌0:00 |
| 8    | 赤ちゃん本部長と危機管理！     | 2022年1月30日 23:50 - 23:55  |

- 第3話「赤ちゃん本部長のピンチ！」は、1月16日 23:15 - 23:20に放送予定だったが、2022年のフンガ・トンガ噴火による津波に関する報道特別番組により、休止となり、上記日時に振り替え放送された。
- 第7話「赤ちゃん本部長と別れ！」は、1月30日 23:15 - 23:20に放送予定だったが、報道特別番組により、休止となり、上記日時に振り替え放送された。

第3期
| 話数 | サブタイトル                   | 放送日時                  |
| ---- | ------------------------------ | ------------------------- |
| 1    | 赤ちゃん本部長と葛藤！         | 2022年3月28日 1:07 - 1:12 |
| 2    | 赤ちゃん本部長のスパイ！       | 2022年3月28日 1:12 - 1:17 |
| 3    | 赤ちゃん本部長とみんなの願い！ | 2022年3月28日 1:17 - 1:22 |
| 4    | 赤ちゃん本部長とウワサ話！     | 2022年3月28日 1:22 - 1:27 |
| 5    | 赤ちゃん本部長と優しさの裏側！ | 2022年3月28日 1:27 - 1:32 |
| 6    | 赤ちゃん本部長とほめ言葉！     | 2022年3月28日 1:32 - 1:37 |
| 7    | 赤ちゃん本部長と人生！         | 2022年3月28日 1:37 - 1:42 |
| 8    | 赤ちゃん本部長の過去！         | 2022年3月28日 1:42 - 1:47 |
| 9    | 赤ちゃん本部長の決断！         | 2022年3月28日 1:47 - 1:52 |
| 10   | 赤ちゃん本部長と営業部！       | 2022年3月28日 1:52 - 1:57 |

- 1:06 - 1:56に一挙放送予定だったが、1:06 - 1:07に地震の臨時ニュースを放送したため、1分繰り下げとなった。東海3県では同時間帯を『東海発!NHKどの自慢』に差し替えたため、同日の3:10 - 4:00に放送。